# Sacrimony
Sacrimony war eine 2010 gegründete Funeral-Doom-Band.

## Geschichte
Die Band Sacrimony war ein kurzlebiges Projekt des Krakauer Musikers Marcin. Das rein instrumental agierende Soloprojekt veröffentlichte nur ein Album im Jahr 2011. Dies Album …and Abyss He Created erschien als CD in einem DIN-A5-Heftformat über Le Crépuscule du Soir Productions und wurde von der internationalen Rezeption vornehmlich als mäßige Adaption von bekannten Gruppen negativ bewertet. Frédéric Cerfvol besprach das Album für das Webzine Doom-Metal.com und urteilte es sei „so generische“, dass es „erbärmlich“ sei. Mr. Doctor schrieb für Metalstorm, dass es zu viele Bands gäbe die diesen Stil bereits präsentiert hätten und dies besser könnten. Auch wohlwollende Besprechungen deuteten das Album als unausgereift und höchstens durchschnittlich, schrieben dem Projekt jedoch noch Wachstumspotential zu. Weitere Veröffentlichungen blieben aus. Sacrimony gilt als aufgelöst, nähere Informationen zu dem Werdegang des Projektes sind nicht publik.

## Stil
Sacrimony spielt einen, mit Ausnahme einer kurzen gesprochenen Passage, ausschließlich instrumentalen Funeral Doom, der sich musikalisch an Gruppen wie Shape of Despair, Colosseum, Ankhagram orientiere. Die Musik sei konzentriert auf „ziemlich lineare Klanglandschaften“. Das Keyboardspiel dominiere die Arrangements, und erscheine mit einem besonders sauberen und in den Vordergrund der Musik gemischten Klang von hoher Bedeutung. Der Einsatz der Gitarre und des Schlagzeuges sei derweil nachrangig. Während das Gitarrenspiel vornehmlich unverzerrt präsentiert wird, ist das Schlagzeug mit einem Nachhall versehen.

## Diskografie
- 2011: …and Abyss He Created (Album, Le Crépuscule du Soir Productions)